# 중화인민공화국의 소방
중화인민공화국의 소방(中華人民共和國- 消防, Fire services in People's Republic of China)은 중화인민공화국 내의 화재 진압과 인명 구조, 재난 대응을 말한다. 중화인민공화국에서 소방을 담당하는 사람은 중국 공안소방부대와 지방정부 공안 산하의 공안소방대이다. 국가단위의 소방은 공안부 소방국에서, 지역단위의 소방은 지방정부, 또는 자체적으로 조직된 근무소방대가 담당한다.

## 조직
공안부 소방국이 중국 공안소방부대를 지휘하고, 소방국은 지역 단위에 소방대대나 소방중대를 관할한다. 경제개발이 이루어진 일부 지역에서는 지방정부에 소속된 공안 내에 공안소방대를 구성한다. 그 외에도 공항이나 항만, 발전소 등 공공시설에는 전임근무소방대가 조직되어 자체 소방 및 공안을 담당한다. 그 외에도 지방정부나 주민 자치 성격의 전임근무소방대, 자원소방조직 등이 소방 업무를 담당한다. 다만, 내몽고, 흑룡강, 길림, 연안 지역의 산림화재는 임업부와 무장경찰사령부 산하의 산림경찰총대가 담당한다.